# J. S. Roskell
John Smith Roskell (1913–1998) est un historien britannique du Moyen Âge,.

## Biographie
Roskell est né le 2 juillet 1913 à Norden, près de Rochdale. Il remporte une bourse d'études à l'école secondaire municipale de Rochdale avant de fréquenter l'école secondaire d'Accrington. En 1930, il remporte une bourse d'histoire pour l'Université de Manchester où il est influencé par William Abel Pantin (en) et E. F. Jacob (en), qui aident Roskell à s'orienter vers l'histoire médiévale. Roskell y apprend une méthode néo- stubbsienne qui cherche à utiliser la recherche administrative et biographique dans l'étude de l'histoire constitutionnelle.
Il obtient une première en 1933 et une maîtrise un an plus tard. Sa thèse de maîtrise est publiée par la Chetham Society en 1937 sous le titre The Knights of the Shire for the County Palatine of Lancaster, 1377–1460,. Après avoir reçu une bourse Langton en 1935, Roskell étudie le Parlement de 1422 au Balliol College d'Oxford pour sa thèse de doctorat,. Sous la direction de Vivian Hunter Galbraith, il l'achève en 1940 (The Commons in the Parliament of 1422) mais ses études sont interrompues par la Seconde Guerre mondiale. Roskell sert dans la Royal Navy en Méditerranée et dans l'Atlantique Nord,.
Roskell retourne à Manchester en 1945 et sa thèse est finalement publiée en 1954. Pendant dix ans après 1952, il est professeur d'histoire médiévale à l'Université de Nottingham avant de retourner à l'Université de Manchester pour prendre la chaire d'histoire médiévale. Il prend sa retraite en 1978. En 1968, il devient membre de l'Académie britannique.
Contre les vues d'Albert Pollard et J. E. Neale, Roskell fait valoir en 1964 que c'est au XVIIe siècle que le Parlement devient indispensable à la Couronne, et non au XVIe. Avec Linda Clark et Carole Rawcliffe, il édite The History of Parliament qui couvre la Chambre des communes de 1386 à 1421. Ceux-ci sont publiés en quatre volumes en 1992.
Il épouse Evelyn Liddle en 1942, avec qui il a deux enfants. Il est décédé le 1er mai 1998.

## Travaux
- The Knights of the Shire for the County Palatine of Lancaster, 1377–1460 (Chetham Society, new ser., XCVI (1937).
- ‘Medieval Speakers for the Commons in Parliament’ Bulletin of the Institute for Historical Research, XXIII (1950).
- ‘The Office and Dignity of Protector of England, with Special Reference to its Origins’, English Historical Review, LXVIII (1953).
- The Commons in the Parliament of 1422: English Society and Parliamentary Representation under the Lancastrians (1954).
- ‘The Problem of the Attendance of the Lords in Medieval Parliaments’, Bulletin of the Institute for Historical Research, XXIX (1956).
- ‘Perspectives in English Parliamentary History’, Bulletin of the John Rylands Library, XLVI (1964), pp. 448–75.
- The Commons and their Speakers in English Parliaments, 1376–1523 (1965).
- ‘A Consideration of Certain Aspects of the English Modus Tenendi Parliamentum’, Bulletin of the John Rylands Library (1967).
- 'The Authorship and Purpose of the Gesta Henrici Quinti', Bulletin of the John Rylands Library, LIII (1970-l) and LIV (1971–72).
- (co-edited and translated with Frank Taylor), Gesta Henrici Quinti: The Deeds of Henry the Fifth (Oxford, 1975).
- Parliaments and Politics in late Medieval England (3 vols., 1981–83).
- The Impeachment of Michael de la Pole, Earl of Suffolk, in 1386 in the Context of the Reign of Richard II (1984).